# The Dead and Dreaming
The Dead and Dreaming è il secondo album in studio del gruppo musicale statunitense Dry Kill Logic, pubblicato il 5 ottobre 2004 dalla Repossession Records.
L'unico singolo estratto è stato Paper Tiger.

## Tracce
1. Lost – 2:34
2. Paper Tiger – 3:50
3. Buckles – 3:32
4. With Deepest Regrets... – 3:50
5. Neither Here nor Missed – 4:21
6. The Perfect Enemy – 2:49
7. Living Witness – 2:38
8. One Handed Knife Fight – 2:56
9. As Thick as Thieves – 3:38
10. 200 Years – 3:23
11. No Reason – 3:49

## Formazione
- Cliff Rigano - voce
- Jason Bozzi - chitarra
- Dave Kowatch - basso
- Phil Arcuri - batteria